# Mesure à onze temps
La mesure à onze temps est une combinaison de plusieurs mesures binaires et ternaires. Elle comprend donc un nombre variable de « temps forts » et de « temps faibles », en fonction de la combinaison choisie. Très peu représentée dans la musique savante du Moyen Âge, la musique baroque et la musique classique, cette mesure est pratiquement « inventée » au XIXe siècle par Rimski-Korsakov dans deux de ses opéras, Snégourotchka et Sadko.
Onze étant un nombre premier, la mesure à onze temps est considérée comme une « mesure composée asymétrique », ce qui la rend propre à l'expression de la mélodie comme de la danse. Cette mesure se rencontre aujourd'hui dans les musiques jazz, pop et rock. 

## Historique

### XVIIesiècle
Un très rare exemple de mesure à onze temps se trouve dans l'œuvre de Claude Le Jeune, « Cigne je suis », noté à 
 dans son Premier livre de chansons en 1608. En Angleterre, la pièce In Nomine IX pour clavecin de John Bull, aujourd'hui conservée dans le Fitzwilliam Virginal Book, est également notée à 
.

### XIXesiècle
En marge de son analyse sur les rythmes dans la musique de Ravel, Vladimir Jankélévitch note avec étonnement : « Le chœur final de Snégourotchka et celui du 1er tableau de Sadko, chez Rimski-Korsakov, sont écrits à 
 ! »
Dans ce premier opéra, composé de 1880 à 1881, en effet, le compositeur russe innove en composant « l'hymne final à Yarilo le soleil dans le rythme à 
 », dont « l'accord majeur à la partie supérieure […] lui confère un coloris solaire, particulièrement lumineux » sur un tempo majestueux (Allegro maestoso) :

### XXesiècle
La Suite en duo pour flûte et harpe (ou violon et piano) de Jean Cras, composée en 1927, s'achève sur une « danse à onze temps » sur un tempo Très animé à 
 :

## Caractéristiques

### Notation
Dans un article consacré à la battue des mesures composées asymétriques (Rock in odd time signatures), Charles Dowd insiste sur le fait que « le résultat souhaité dans cette étude est une indépendance totale et une fluidité vis-à-vis de ces mesures, qui doivent être considérées comme une unité plutôt que comme un groupe de deux temps et de trois temps, ».
Cet article propose les combinaisons suivantes :
1. Combinaisons de quatre battues simples
3 + 3 + 3 + 2
3 + 3 + 2 + 3
3 + 2 + 3 + 3
2 + 3 + 3 + 3
2. Combinaisons de cinq battues simples
2 + 2 + 2 + 2 + 3
2 + 2 + 2 + 3 + 2
2 + 2 + 3 + 2 + 2
2 + 3 + 2 + 2 + 2
3 + 2 + 2 + 2 + 2

### Difficulté
Les irrégularités de la mesure à onze temps la rendent assez difficile à interpréter ou à diriger. Nicolas Slonimsky se souvient, dans son autobiographie Perfect Pitch :
| « I was familiar with compound time signatures such as in Rimsky-Korsakov's opera Sadko, which constituted a stumbling block to the chorus, and sometimes the conductor. Indeed, conservatory students devised a jingle of eleven syllables to practise this particular section of the score, with the words, most disrespectful of the great master of Russian music, Rimsky-Korsakov is altogether mad ». |  |  | « J'étais habitué aux mesures composées comme celle à , dans l'opéra de Rimski-Korsakov, Sadko, qui représentait un obstacle gênant pour les chœurs, et parfois pour le chef d'orchestre. De fait, les étudiants du Conservatoire avaient mis au point un petit air sur onze syllabes pour pratiquer cette section de la partition, avec des paroles très peu respectueuses à l'égard du grand maître de la musique russe, Rimski-Korsakov est complètement fou. » |

Dans son spectacle Que ma joie demeure ! (2012), Alexandre Astier, interprétant Jean-Sébastien Bach, évoque les mesures caractéristiques de la musique africaine : « le sept temps, le neuf temps… le onze temps ! et… ils dansent — sur du onze temps ! Même les gamins… Non, là dessus, ils ont une avance considérable ».

### Multiples et sous-multiples
La fin du second mouvement (Andante - Vivace) de la Troisième sonate pour piano, op.39 de Boris Blacher (1951), est composée sur une suite de quatre mesures (
 + 
 + 
 + 
), « rigoureusement maintenue jusqu'aux 14 dernières mesures de la coda », soit une période régulière de 22 croches.
La pièce The First Circle de l'album First Circle par le Pat Metheny Group, composée par Pat Metheny and Lyle Mays, est notée à 
, ce que les auteurs considèrent aussi comme la somme d'une mesure à 10 temps et d'une mesure à douze temps. Bulgarian Bulge, de Don Ellis, est une pièce notée à 
. Dans la chanson Split Open and Melt du groupe Phish, la section jam est également notée à 
 subdivisée en 
 + 
 + 
 + 
.
La notation équivalente à « cinq temps et demi » est extrêmement rare. Parmi les compositions modernes employant cette mesure, on peut citer le 3e des Impromptus op.10 (1932) de Jean Absil, noté à 
, la Driftwood Suite et la pièce pour piano Touch piece de Gardner Read, notées à 
, ce qui revient à une mesure à 
.
Une notation encore plus rare est utilisée pour le 2d Impromptu op.10 (1932) de Jean Absil, noté à 
, ce qui correspond théoriquement à une mesure à 
.

## Œuvres employant des mesures à onze temps

### Musique classique
- 24e des Vingt-quatre préludes pour piano, op.11 (1896), d'Alexandre Scriabine, noté à 
 + 
[14], « provoquant ainsi, malgré la répétition des accords, une grande liberté rythmique » selon Manfred Kelkel[15],
- Hivernale, 52e pièce du Rossignol éperdu pour piano (1910) de Reynaldo Hahn, noté à 
 +  « ce qui, dans le phrasé de Hahn, donne 
[16] »,
- no 5 des Douze esquisses pour piano, op.1 (1911), d'Alexeï Stantchinski, noté à 
[17],
- 2d et dernier mouvement, Presto, de la Deuxième sonate pour piano en sol majeur (1912) d'Alexeï Stantchinski, noté à 
,
- 3e et dernière des Études, op.18 (1918) de Béla Bartók, comporte plusieurs mesures à 
,
- 2d mouvement, Fugue, des Bachianas brasileiras no 9 (1969) d'Heitor Villa-Lobos, noté à

### Musiquespopetrock
- The Eleven, des Grateful Dead[18],
- Eleven Four de Paul Desmond, enregistré avec le Dave Brubeck Quartet[19],
- Where but for Caravan Would I Be (1969) par Caravan[20],
- Man-Erg (1971), par Van der Graaf Generator[21],
- Pantagruel's Nativity (1971) par les Gentle Giant[22],
- Mario Kart 64 (jeu vidéo), musique de Kenta Nagata (1996),
- A Shortcut to the Edge (2004), par DAAU,
- Windows to the Soul (1999), par Steve Vai

### Ouvrages généraux
- (en) Tim Emmons, Odd Meter Bass : Complex Time Signatures Made Easy, New York, Alfred Music Publishing, 2008, 88 p. (ISBN 978-0-7390-4081-2, lire en ligne)
- (en) Charles Dowd, A Funky Thesaurus for the Rock Drummer, New York, Alfred Music Publishing, 1964, 48 p. (ISBN 978-1-4574-3457-0, lire en ligne)
- (fr) André Lischke et François-René Tranchefort (dir.), Guide de la musique de piano et de clavecin : Alexandre Scriabine, Paris, Fayard, coll. « Les Indispensables de la musique », 1987, 759-775 p. (ISBN 978-2-213-01639-9)
- (en) Edward Macan, Rocking the Classics : English Progressive Rock and the Counterculture, New York, Oxford University Press, 1997 (ISBN 978-0-19-509888-4)
- Guy Sacre, La musique pour piano : dictionnaire des compositeurs et des œuvres, vol. I (A-I), Paris, Robert Laffont, coll. « Bouquins », 1998, 1495 p. (ISBN 978-2-221-05017-0)
- Guy Sacre, La musique pour piano : dictionnaire des compositeurs et des œuvres, vol. II (J-Z), Paris, Robert Laffont, coll. « Bouquins », 1998, 2998 p. (ISBN 978-2-221-08566-0)

### Monographies
- (fr) Vladimir Jankélévitch, Ravel, Paris, Seuil, coll. « Solfèges », 1956, rééd. 1995, 220 p. (ISBN 978-2-02-023490-0 et 2-02-023490-4)
- (en) D.P. Walker, Claude Le Jeune, Airs à III. IIII. V. et VI. parties, vol. II, New York, American Institute of Musicology, 1959, présenté et annoté par François Lesure
- (en) J.A. Fuller Maitland et W. Barclay Squire, The Fitzwilliam Virginal Book, vol. II, New York, Dover Publications, Inc., 1963
- (en) Gardner Read, Music Notation : A Manual of Modern Practice, Boston, Alleyn and Bacon, Inc., 1964
- (en) Nicolas Slonimsky, Perfect Pitch : A Life Story, New York, Oxford University Press, 1988, 263 p. (ISBN 0-19-315155-3)
- (fr) Manfred Kelkel, Alexandre Scriabine : Un musicien à la recherche de l'absolu, Paris, Éditions Fayard, 1999, 412 p. (ISBN 2-213-60365-0)
- (en) Sean Fenlon, The Exotic Rhythms of Don Ellis, Baltimore, Johns Hopkins University, Peabody Institute, 2002 (ISBN 0-493-60448-0)
- (fr) Nikolaï Rimski-Korsakov (trad. André Lischke), Chronique de ma vie musicale, Paris, Fayard, 2008, 454 p. (ISBN 978-2-213-63546-0), traduit, présenté et annoté par André Lischke